# Mano Nera
Pour les articles homonymes, voir La Main noire.

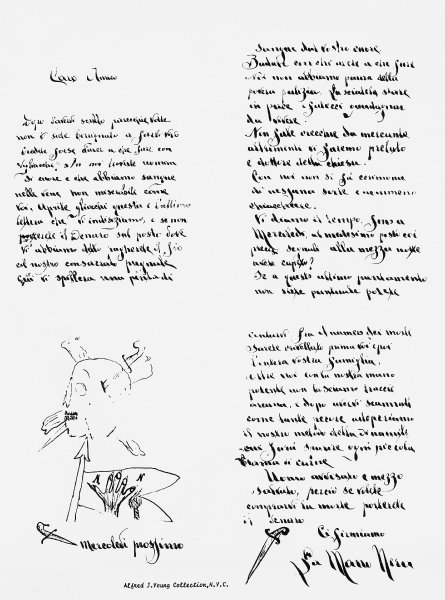
Lettre de chantage de la Main Noire de 1909.

La Mano Nera (litt. « main noire ») est une méthode d'extorsion criminelle associée aux émigrants italiens aux États-Unis à la fin du XIXe siècle et au début du XXe siècle.

## Histoire
Le terme s'est imposé au début du XXe siècle et découlait de l'habitude des extorqueurs d'envoyer des lettres de menaces à leurs victimes marquées de l’emblème du crâne et des os croisés ou de l'empreinte d'une main noire, accompagnées de menaces de mort, de cicatrices et de dommages et intérêts : molisani, pugliese et napolitaines. Les principaux chefs de gang qui ont effectué ce type d'extorsion étaient les Siciliens Giuseppe Morello et Ignazio Lupo, qui ont étranglé et brûlé les victimes qui refusaient de payer, et les cumparielli napolitains Enrico Alfano et Pellegrino Morano. Même le chanteur Enrico Caruso et le transformateur Leopoldo Fregoli, lors de leurs tournées américaines, ont subi des menaces et des extorsions de la part des affiliés de la Main Noire.

### Le meurtre de Giuseppe Ruvolino
L'un des crimes les plus odieux commis par la main noire a eu lieu dans le village de Pellaro, près de Reggio Calabria, précisément à Quattronari, le 4 septembre 1910. Giuseppe Ruvolino, un émigré calabrais à New York, a participé à un vol organisé par le clan mafieux auquel il était affilié, mais le coup a échoué et la police l'a attrapé. Sous la promesse de la liberté, il a nommé ses complices, même s'il savait le risque auquel il était confronté.
À la suite de la délation, il obtint sa liberté, comme promis. Conscient que le « sgarro » équivalait à une condamnation à mort par l'organisation à laquelle il appartenait, il quitta les États-Unis et retourna en Calabre avec toute sa famille, espérant échapper à la vengeance de ses camarades.
Dans la nuit du 4 septembre 1910, un ou plusieurs criminels masqués ont fait irruption chez lui, le tuant brutalement avec des haches et des couteaux et exterminant toute la famille, composée de sa femme et de ses six enfants, dont le plus jeune n'avait que quatre mois. On raconte que les voisins, se précipitant aux cris, entendirent une des jeunes filles invoquer d'une voix brisée par les larmes, " Oncle ne me tue pas ", mais en vain. Personne n'a parlé et les tueurs sont restés inconnus de la justice.

## Sources primaires
- (en) Gaetano D'Amato, « The "Black Hand" Myth », The North American Review, vol. 187, no 629,‎ avril 1908, p. 543-549 (JSTOR 25106116).